# Station Lev HaMifratz
Station Lev HaMifratz (Hebreeuws: תחנת הרכבת לב המפרץ, Taḥanat HaRakevet Lev HaMifratz) is een treinstation aan de baai van de Israëlische stad Haifa.
Het station is gelegen in het stadsdeel Haifa-Bay, in het noorden van de stad.
Met de trein is hierdoor ook de Lev HaMifratz-Mall makkelijk bereikbaar.
Het ligt aan de Noord-Zuid spoorlijn tussen Nahariya en Beersjeva.
Het station werd gebouwd in de zomer van 2001 en uiteindelijk geopend in oktober 2001.
Het verving het oude station Kishon, dat ongeveer 700 meter ten noorden van het station lag.
Het station bestaat uit twee zijperrons met twee parallel aan elkaar gelegen sporen.
Ook is er een brug over de sporen gebouwd, dat uitkomt op de tweede verdieping van het winkelcentrum.
Op 16 juli 2006 werd een depot in Haifa geraakt door een raket, tijdens het conflict tussen Libanon en Israël.
Hierbij kwamen acht medewerkers om het leven.
Het treinverkeer werd hierdoor stilgelegd.
In de toekomst wordt dit een overstappunt op het geplande snelbusnet Metronit.
| Eindbestemming   | Vorig station  | Lijn                  | Volgend station  | Eindbestemming |
| ---------------- | -------------- | --------------------- | ---------------- | -------------- |
| Beersjeva-Center | Haifa HaShmona | Beersjeva «» Nahariya | Hutzot HaMifratz | Nahariya       |